# Blaise (Haute-Marne)
Blaise é uma comuna francesa na região administrativa de Grande Leste, no departamento de Haute-Marne. Estende-se por uma área de 0 km², com habitantes, segundo os censos de 1999.